# Oued Zitoun
Oued Zitoun là một đô thị thuộc tỉnh El Tarf, Algérie. Dân số thời điểm năm 2002 là 5.321 người.